# Curent alternativ
Curentul alternativ (CA) este un curent electric al cărui sens se schimbă periodic, spre deosebire de curentul continuu (CC), al cărui sens este unidirecțional. Curentul alternativ este forma în care energia electrică este livrată întreprinderilor și locuințelor și este forma de energie electrică pe care consumatorii o folosesc de obicei atunci când alimentează aparate de bucătărie, televizoare, ventilatoare și lămpi electrice la o priză. Abrevierile AC și CC sunt adesea folosite pentru a însemna pur și simplu alternativ și, respectiv, continuu, ca atunci când modifică curentul sau tensiunea.
Forma de undă uzuală a curentului alternativ este sinusoidală, a cărui jumătate de perioadă pozitivă corespunde cu direcția pozitivă a curentului și invers (perioada completă se numește ciclu). În anumite aplicații, cum ar fi amplificatoarele de chitară, sunt utilizate diferite forme de undă, cum ar fi unde triunghiulare sau unde pătrate. Semnalele audio și radio transmise pe firele electrice sunt, de asemenea, exemple de curent alternativ. Aceste tipuri de curent alternativ transportă informații, cum ar fi sunetul (audio) sau imaginile (video), uneori transmise prin modularea unui semnal purtător de curent alternativ. Acești curenți alternează în mod obișnuit la frecvențe mai mari decât cele utilizate în transmisia de putere.

## Expresii matematice

O perioadă a unei unde sinusoidale; linia punctată reprezintă valoarea efectivă

Valoarea instantanee a curentului alternativ (i)   este descrisă de relația:
{\displaystyle i(t)=I_{\mathrm {max} }\cdot \sin(\omega t+\varphi )=I_{\mathrm {ef} }\cdot {\sqrt {2}}\cdot \sin(\omega t+\varphi )},
unde:
- {\displaystyle \displaystyle I_{\rm {max}}} este amplitudinea (valoarea maximă) a curentului, în amperi (A).
- {\displaystyle \displaystyle I_{\rm {ef}}} este valoarea efectivă a curentului, în A. Valoarea efectivă este egală cu valoarea unui curent continuu care produce aceleași efecte termice pe o durată egală cu un număr întreg de semiperioade  Arhivat în 29 mai 2008, la Wayback Machine.. Este valoarea pe care o indică în general aparatele de măsură (ampermetrele).
- {\displaystyle \displaystyle \omega } este pulsația, în radiani pe secundă (rad/s). Pulsația este proporțională cu frecvența, {\displaystyle \omega =2\,\pi \,f}. Frecvența reprezintă numărul de cicluri complete efectuate într-o secundă, în hertzi (Hz, 1/s). În România și majoritatea țărilor din Europa, Africa și Asia aceasta este de 50 Hz, iar în majoritatea țărilor americane, în Coreea și, parțial, în Japonia este de 60 Hz.[2]

- {\displaystyle \displaystyle t} este timpul, în secunde (s).

Tensiunile și frecvențele nominale folosite în lume

- {\displaystyle \varphi } este un defazaj între curent și tensiune introdus de sarcină, în radiani. În cazul sarcinilor rezistive, φ este 0; în cazul sarcinilor pur capacitive φ este π/2 (+90°) (curentul este înaintea tensiunii) iar în cazul sarcinilor pur inductive φ este -π/2 (-90°) (curentul este în urma tensiunii - se „încurcă” între spirele bobinei).

În mod analog, tensiunea alternativă instantanee u este descrisă de relația:
{\displaystyle u(t)=U_{\mathrm {max} }\cdot \sin(\omega t)=U_{\mathrm {ef} }\cdot {\sqrt {2}}\cdot \sin(\omega t)},
unde:
- {\displaystyle \displaystyle U_{\rm {max}}} este amplitudinea (valoarea maximă) a tensiunii, în volți (V).
- {\displaystyle \displaystyle U_{\rm {ef}}} este valoarea efectivă a tensiunii, în V. Valoarea efectivă în rețeaua de distribuție monofazată casnică din România este de 230 V. În Europa și majoritatea țărilor din Africa și Asia aceasta este între 200 și 245 V; în Japonia, America de Nord și parțial în America de Sud se folosesc tensiuni între 100 și 127 V.

### Regim trifazat

Sistem de tensiuni trifazate de 400V, la frecvența de 50Hz

În regim trifazat, tensiunile de fază (între fază și neutru), pe fiecare din cele trei faze (R, S, T), sunt descrise de relațiile:
{\displaystyle u_{\mathrm {R} }(t)=U_{\mathrm {max} }\cdot \sin(\omega t)=U_{\mathrm {ef} }\cdot {\sqrt {2}}\cdot \sin(\omega t)}
{\displaystyle u_{\mathrm {S} }(t)=U_{\mathrm {max} }\cdot \sin \left(\omega t-{\frac {2\cdot \pi }{3}}\right)=U_{\mathrm {ef} }\cdot {\sqrt {2}}\cdot \sin \left(\omega t-{\frac {2\cdot \pi }{3}}\right)}
{\displaystyle u_{\mathrm {T} }(t)=U_{\mathrm {max} }\cdot \sin \left(\omega t-{\frac {4\cdot \pi }{3}}\right)=U_{\mathrm {ef} }\cdot {\sqrt {2}}\cdot \sin \left(\omega t-{\frac {4\cdot \pi }{3}}\right)}
Deoarece în anumite rețele, în special de înaltă tensiune, neutrul nu este accesibil (sau chiar nu există), liniile trifazate sunt identificate după tensiunea de linie, adică tensiunea dintre oricare două faze. Aceasta este de {\displaystyle {\sqrt {3}}} ori mai mare decât tensiunea de fază.
În cazul rețelelor de distribuție casnică din România tensiunea de linie este 400 V iar cea de fază este de 230 V curent alternativ.
Curentul (alternativ) trifazic este un curent schimbător format prin înlănțuirea/împletirea a trei curenți variabili ale căror tensiuni sunt, permanent, reciproc defazate cu câte 120°(2П/3). Caracteristic pentru sistemul trifazic (împletirea celor trei curenți) este permanenta sumă „zero” a lor. Pentru transportul celor trei componente ale energiei electrice trifazice (trifazate) sunt suficienți trei conductori, numiți conductori de fază. Există și sistem de transport trifazic cu patru conductori, numit sistem în stea, în care cel de al patrulea conductor numit conductor de nul sau neutru, în caz de distribuție simetrică a componentelor („stea echilibrată”) nu este parcurs de curent (are tensiune electrică zero). În sistemul în stea tensiunea efectivă între oricare dintre conductorii de fază și cel neutru (U de fază, UdeF) este mai mică decât tensiunea electrică efectivă (U de linie, UdeL) dintre cei trei care conduc fazele (luați evident în mod pereche). În sistemul casnic trifazic din România UdeF = 230 V iar UdeL = 400 V. Conductorii de fază sunt denumiți R, S și T și (unde există) cel neutru N.